# Hong Seong-ik
Hong Seong-ik (nome original em coreano:  홍성익; nascido em 1 de setembro de 1940) é um ex-ciclista olímpico sul-coreano. Seong-ik representou sua nação nos Jogos Olímpicos de Verão de 1964, em Tóquio.